# Bernard Genier
 (juillet 2009).
Si vous disposez d'ouvrages ou d'articles de référence ou si vous connaissez des sites web de qualité traitant du thème abordé ici, merci de compléter l'article en donnant les références utiles à sa vérifiabilité et en les liant à la section « Notes et références ».
Né en 1959, Bernard Genier est journaliste, réalisateur de télévision et producteur dans le domaine audiovisuel.

## Biographie
En 1985, il commence sa carrière professionnelle en collaborant comme photographe et photojournaliste avec différents journaux et magazines européens. 
Il entre à la Télévision Suisse Romande en 1989. Envoyé spécial pour le Téléjournal, il couvre notamment le conflit en ex-Yougoslavie, la crise dans l’ex-Zaïre et le désastre du tsunami en Indonésie. Il enquête également sur le suicide collectif de l’Ordre du Temple solaire et sur les réseaux islamistes en Suisse. 
Présentateur de Soir-Dernière jusqu’en 1999, chef d’édition du Téléjournal en 2000, il intègre ensuite l’émission Passe-moi les Jumelles pour un tour du monde, caméra au poing, consacré à l’environnement. En 2003, il rejoint l’émission Territoires 21. Pendant trois saisons, il produit et réalise une série de sujets sur l’environnement, en partenariat avec le PNUD et la DDC. Il rejoint ensuite Mise au Point, puis Temps Présent. Une émission pour laquelle il enquête en 2008 et 2009 sur l’affaire Tinner, liée à la prolifération nucléaire. Après un passage à ABE, il rejoint Mise au Point en 2014.
Bernard Genier est également plongeur sous-marin technique, spécialisé en recycleur CCR ainsi qu'en plongée profonde en eau froide. Ses images sous-marines enrichissent ses reportages sur les requins, les dauphins et la préservation des Océans.
Depuis 2017, il collabore occasionnellement avec les vidéastes Le Grand JD (YouTuber comptant plus de 3,2 millions d'abonnés en mars 2021), Dear Caroline et La Carologie lors de vidéos consacrées à l'environnement dans le cadre de la série "Alerte Bleue" de la RTS,.